# 城ケ根町
城ケ根町（しろがねちょう）は、愛知県瀬戸市長根連区の町名。丁番を持たない単独町名である。

## 地理
- 瀬戸市の南西部に位置する[8]。西を高根町・西長根町、北を東長根町、東を瘤木町・赤重町、南を神川町・美濃池町と隣接している[8]。
- 高台で、丘陵を開いて宅地化が進む[8]。

### 河川
- 水無瀬川（矢田川（山口川）支流）[8] ： 町の南東端、瘤木町・赤重町・神川町との町境を南西に流れている。

- 水無瀬川（城ケ根町・赤重町境）
- 水無瀬川（城ケ根町・神川町境）

### 学区
市立小・中学校に通う場合、学区は以下の通りとなる。また、公立高等学校普通科に通う場合の学区は以下の通りとなる。
| 番・番地等 | 小学校             | 中学校               | 高等学校 |
| ---------- | ------------------ | -------------------- | -------- |
| 全域       | 瀬戸市立長根小学校 | 瀬戸市立水無瀬中学校 | 尾張学区 |

## 歴史

### 町名の由来
江戸時代の美濃ノ池村の村絵図には「城カネ山」と記してある地域であり、大字美濃ノ池の字名にも城ケ根とある。町名設定の際、そこから名付けられたと推察される。

### 沿革
- 1943年（昭和18年）8月9日 - 瀬戸市大字美濃ノ池字丸根下・城ケ根の各一部と、字片平の全域により、同市城ケ根町として成立[2]。
- 1974年（昭和49年）8月22日 - 町域の一部を市場町・東長根町に編入[12]。
- 1974年（昭和49年）11月2日 - 町域の一部を高根町に編入[13]。

## 世帯数と人口
2024年（令和6年）1月1日現在の世帯数と人口は以下の通りである。
| 町丁     | 世帯数  | 人口    |
| -------- | ------- | ------- |
| 城ケ根町 | 428世帯 | 1,013人 |

### 人口の変遷
国勢調査による人口の推移
| 1995年（平成7年）  | 559人 | [ 14 ] |  |
| 2000年（平成12年） | 637人 | [ 15 ] |  |
| 2005年（平成17年） | 677人 | [ 16 ] |  |
| 2010年（平成22年） | 750人 | [ 17 ] |  |
| 2015年（平成27年） | 821人 | [ 18 ] |  |
| 2020年（令和2年）  | 970人 | [ 19 ] |  |

### 世帯数の変遷
国勢調査による世帯数の推移。
| 1995年（平成7年）  | 161世帯 | [ 14 ] |  |
| 2000年（平成12年） | 205世帯 | [ 15 ] |  |
| 2005年（平成17年） | 273世帯 | [ 16 ] |  |
| 2010年（平成22年） | 302世帯 | [ 17 ] |  |
| 2015年（平成27年） | 331世帯 | [ 18 ] |  |
| 2020年（令和2年）  | 385世帯 | [ 19 ] |  |

## 交通

### 鉄道
愛知環状鉄道・愛知環状鉄道線 ： 町の中央部を南北に走っている。最寄り駅は瀬戸口駅。
- 愛知環状鉄道線（城ケ根町内）

### バス
町内にバスは走っていない。最寄りのバス停は、名鉄バス「本地ヶ原線」【35】系統の神川バス停になる。

### 道路
町内に国道・県道は通っていない。

## 施設
- 天理教浪越分教会 ： 天理教中野大教会に属する分教会[20]。
- 城ヶ根町ちびっこ広場[8] ： 町の東部にある公園。少し高台になっており、ブランコ・すべり台・鉄棒がある。
- 城ケ根町IIちびっこ広場 ： 町の北部にある公園。ブランコ・すべり台がある。
- 城ヶ根町IIIちびっこ広場 ： 町の北西部にある公園。ブランコ・すべり台・鉄棒がある。
- 城ヶ根町IVちびっこ広場 ： 町の中央部にある公園。すべり台・スプリング遊具がある。

- 天理教浪越分教会
- 城ヶ根町ちびっこ広場
- 城ケ根町IIちびっこ広場
- 城ヶ根町IIIちびっこ広場
- 城ヶ根町IVちびっこ広場

## その他

### 日本郵便
- 郵便番号 : 489-0924[6]（集配局：瀬戸郵便局[21]）。